# Aspach (Rems-Murri járás)
Aspach település Németországban, azon belül Baden-Württembergben. Lakosainak száma 8217 fő (2023. december 31.).

## Népesség
A település népessége az elmúlt években az alábbi módon változott:
| Lakosok száma | 4533 | 5612 | 6304 | 6327 | 6632 | 7598 | 8107 | 8321 | 7902 | 8217 |
|               | 1961 | 1968 | 1974 | 1981 | 1987 | 1994 | 2000 | 2007 | 2013 | 2023 |

## Híres személyek
- Oswald Seitter (1936–2010) jogász
- Hans-Werner Aufrecht (1938) mérnök, a Mercedes-AMG alapítója